# David Schmidt (Handballspieler)
David Schmidt (* 19. Oktober 1993 in Karlsruhe) ist ein deutscher Handballspieler, der beim deutschen Bundesligisten Frisch Auf Göppingen spielt.

## Vereinskarriere
David Schmidt begann seine Karriere in seiner Heimatstadt bei der HSG Ettlingen Bruchhausen und spielte ab 2008 bei den Rhein-Neckar Löwen, zunächst in den Jugendmannschaften des Vereins und später in der 2. Mannschaft. In der Saison 2012/13 gehörte der 1,90 Meter große Rückraumspieler außerdem zum Bundesligakader der Löwen, mit denen er 2013 den EHF-Pokal gewann. Im Sommer 2015 wechselte er zum Zweitligisten TSG Friesenheim, mit dem er 2017 in die Bundesliga aufstieg. Im Sommer 2018 wechselte er zum TVB 1898 Stuttgart, den er nach Ablauf der Saison 2019/20 verließ und zum Bergischen HC wechselte. Zur Saison 2022/23 unterschrieb er bei Frisch Auf Göppingen.

## Auswahlmannschaften
Christian Prokop nominierte ihn für den erweiterten Kader für die Handball-Europameisterschaft 2020. Nach dem kurzfristigen Ausfall von Franz Semper wurde er in den endgültigen EM-Kader berufen und bestritt sein erstes Länderspiel im Vorbereitungsspiel gegen Island am 4. Januar 2020. Bei der Weltmeisterschaft 2021 kam er zu fünf Einsätzen und neun Toren. Für die Europameisterschaft 2022 wurde er zur Hauptrunde nach zwölf Ausfällen auf Grund von positiven COVID-19-Tests nachnominiert.

## Sonstiges
Schmidt studierte Betriebswirtschaftslehre an der Universität Mannheim im Rahmen eines Sportstipendiums.

## Bundesligabilanz
| Saison    | Verein             | Spielklasse | Spiele | Tore | 7-Meter | Feldtore |
| --------- | ------------------ | ----------- | ------ | ---- | ------- | -------- |
| 2012/13   | Rhein-Neckar Löwen | Bundesliga  | 6      | 2    | 0       | 2        |
| 2013/14   | Rhein-Neckar Löwen | Bundesliga  | 6      | 6    | 0       | 6        |
| 2017/18   | TSG Friesenheim    | Bundesliga  | 27     | 120  | 1       | 119      |
| 2018/19   | TVB 1898 Stuttgart | Bundesliga  | 32     | 132  | 0       | 132      |
| 2019/20   | TVB 1898 Stuttgart | Bundesliga  | 17     | 85   | 0       | 85       |
| 2020/21   | Bergischer HC      | Bundesliga  | 35     | 125  | 0       | 125      |
| 2021/22   | Bergischer HC      | Bundesliga  | 29     | 90   | 0       | 90       |
| 2012–2022 | alle               | Bundesliga  | 152    | 560  | 1       | 559      |